# Alexander Acosta

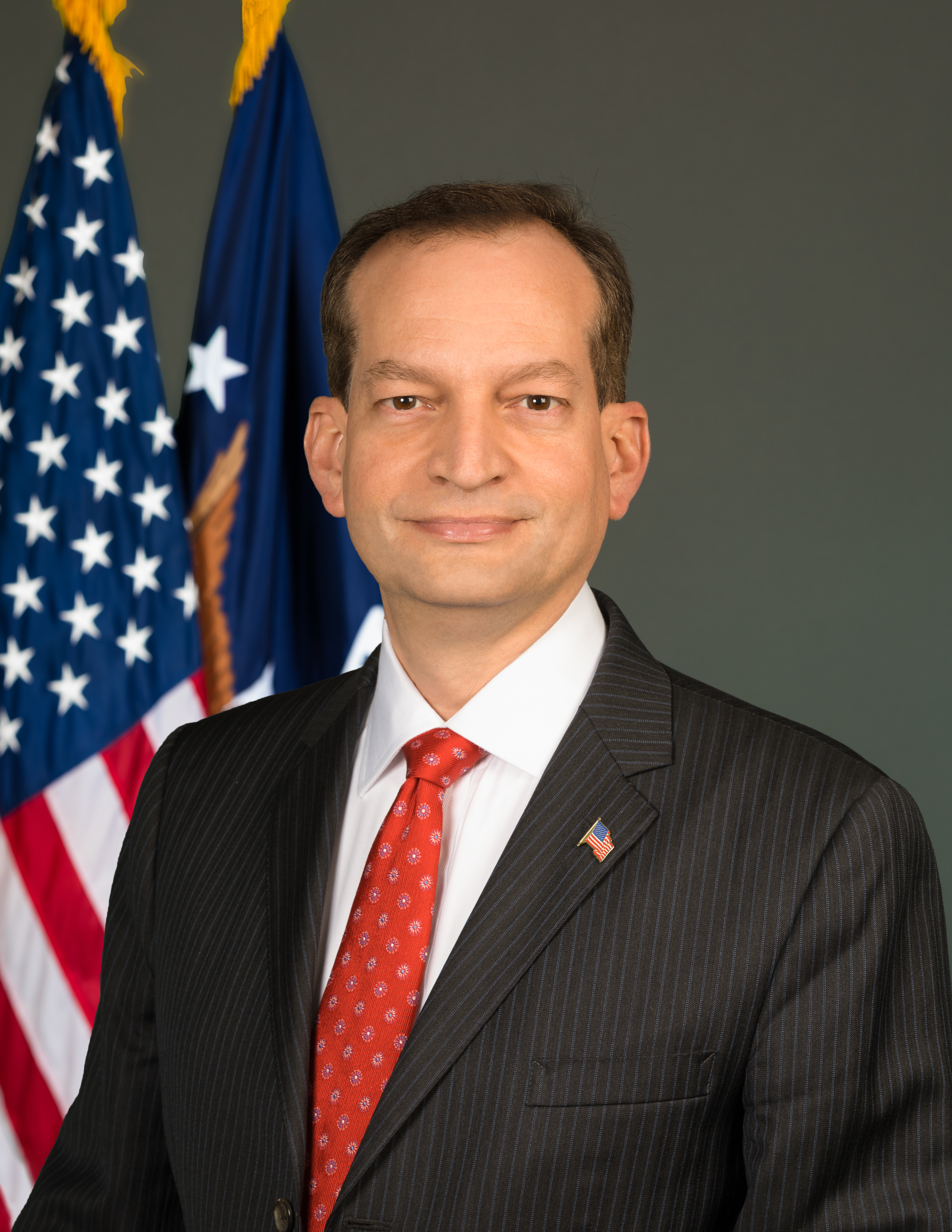
Alexander Acosta (2017)

Rene Alexander „Alex“ Acosta (* 16. Januar 1969 in Miami, Florida) ist ein US-amerikanischer Jurist, Hochschullehrer und Politiker. Von 2017 bis 2019 war er Arbeitsminister der Vereinigten Staaten.

## Leben und Wirken
Der Republikaner war in drei Positionen für Regierungen tätig, die der Bestätigung des US-Senats bedurften: Unter anderem war er von 2005 bis 2009 United States Attorney (oberster Strafverfolger und Leiter der Staatsanwaltschaft) im Gerichtsbezirk südliches Florida sowie unter George W. Bush Assistant Attorney General im US-Justizministerium.

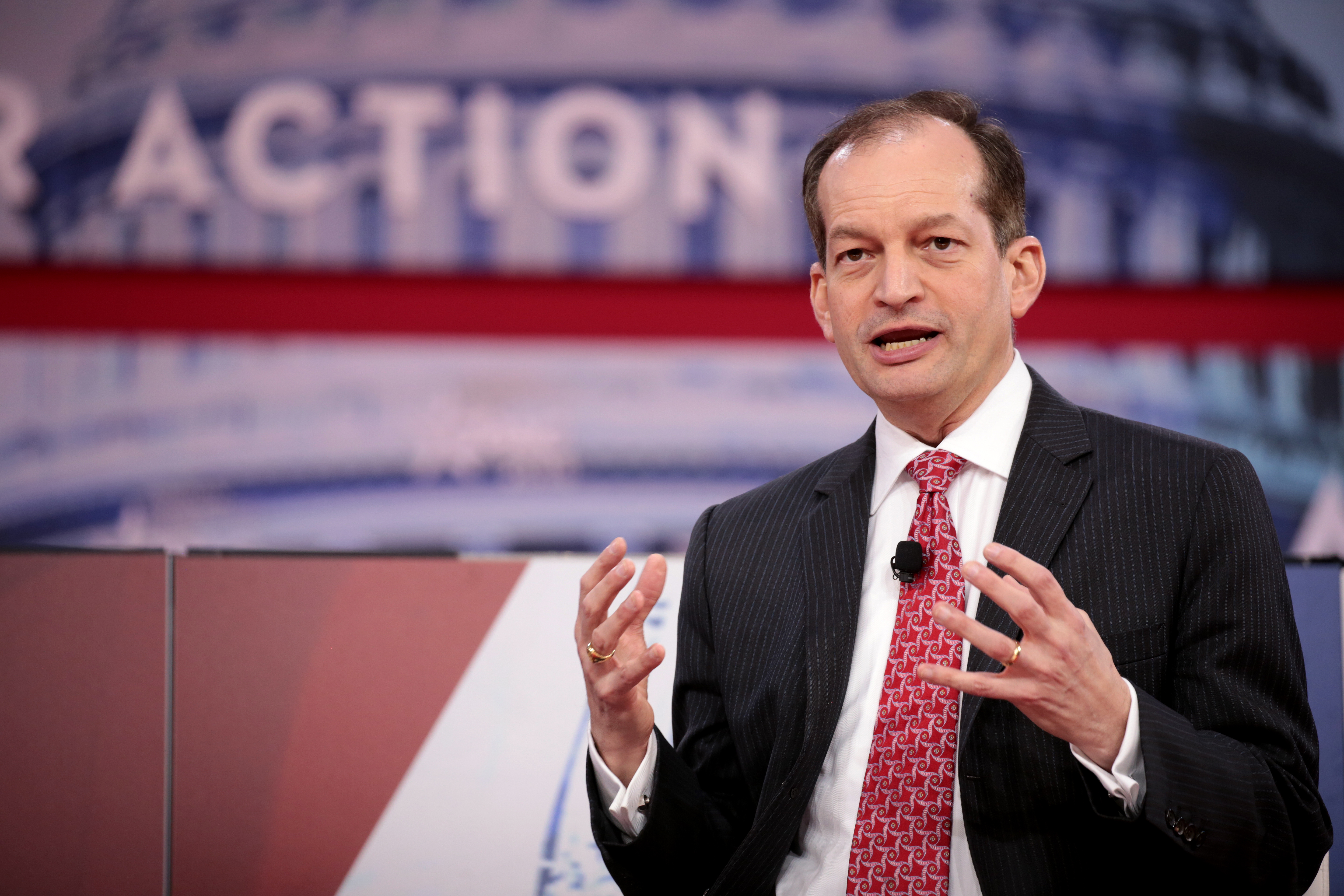
Alexander Acosta (2018)

Von 2009 bis 2017 war er Dekan der Juristischen Fakultät der Florida International University. Im Jahr 2011 setzte sich Acosta vor dem Kongress für den Schutz der Bürgerrechte der muslimischen Amerikaner ein. Am 16. Februar 2017 nominierte US-Präsident Donald Trump ihn als neuen Arbeitsminister für sein Kabinett, nachdem sich der ursprünglich genannte Andrew Puzder aufgrund des zunehmenden Widerstands gegen ihn bei den Anhörungen zu seiner In-Amt-Setzung vor dem US-Senat zurückgezogen hatte.  Der Sohn kubanischer Einwanderer ist der erste Politiker lateinamerikanischer Herkunft, den Trump für sein Kabinett nominierte. Am 27. April 2017 bestätigte ihn der Senat mit 60 zu 38 Stimmen als Arbeitsminister, tags darauf wurde er von Vizepräsident Mike Pence vereidigt.

### Rücktritt als Arbeitsminister im Zuge der Strafverfolgung gegen Jeffrey Epstein
Am 12. Juli 2019 kündigte Acosta seinen Rücktritt per 19. Juli an. Er war in die Kritik geraten, da er im Jahr 2008 wegen des Verdachts auf Sexualdelikte und Missbrauch Minderjähriger gestartete Ermittlungen des FBI, mit über 50 Seiten Beweismaterial und Aussagen minderjähriger Opfern, gegen Jeffrey Epstein einstellen ließ und einen Vergleich mit den Anwälten von Epstein (darunter Alan M. Dershowitz) abschloss, der Epstein und jedwede etwaige Verdächtige mit Immunität vor einer weiteren Strafverfolgung in der Sache ausstattete. Im Gegenzug wurde Epstein wegen der Anstiftung zur Prostitution und der Zuhälterei von Minderjährigen für schuldig erklärt, musste Entschädigungszahlungen leisten und eine 18-monatige Haft antreten. Der Vergleich sah ebenfalls vor, dass der dann verurteilte Epstein seine Haftstrafe im Offenen Vollzug verbringen durfte und weitere Privilegien während seines Aufenthaltes im Gefängnis erhielt.
Im Februar 2019 entschied ein Bundesgericht die Immunität für ungültig, weil die Staatsanwaltschaft Rechte der Geschädigten (Crime Victims' Rights Act) missachtet bzw. verletzt habe und weil sie die Geschädigten vor dem Abschluss des Vergleichs nicht zu einer Anhörung vorgeladen hatten. Diese hatten also keinerlei Mitspracherecht erhalten.